# Renato Antolini
Renato Antolini (Roma, 6 marzo 1919 – ...) è stato un calciatore italiano, di ruolo ala.

## Carriera
Ha esordito in Serie A con la maglia del Palermo il 21 ottobre 1945 in Palermo-Bari (0-2).

## Palmarès

### Club

#### Competizioni nazionali
- Campionato italiano Serie C: 2

Catania: 1938-1939
Palermo-Juventina: 1941-1942